# Peel Trident
Peel Trident – drugi wyprodukowany przez angielską firmę Peel Engineering Company samochód, następca Peel P50. Był produkowany w latach 1964–1965.
Podobnie jak poprzednik, Peel Trident poruszał się na trzech kołach, był jednak większy i szybszy. Miał 183 cm długości, 107 cm szerokości i ważył 90 kg. Podobnie jak P50 używał małego silnika o pojemności 49 cm³, lecz osiągał większą prędkość (75 km/h). Miał moc 6,5 KM, dlatego zużywał niewielką ilość paliwa (2,5 l / 100 km). W przeciwieństwie do poprzednika, Peel Trident mógł pomieścić dwie osoby.